# Pierre François Marie Auguste Dejean
Pierre François Marie Auguste Dejean (10 de agosto de 1780, Amiens – 17 de marzo de 1845, París) fue un militar francés, que devino entomólogo. Soldado de fortuna en las guerras napoleónicas, alcanzó el rango de teniente general y ayuda de campo de Napoleón. Amasó vastas colecciones de Coleoptera, inclusive algunas colectadas en el campo de batalla de Waterloo. En 1837, llegó a listar 22 399 especies de sus gabinetes, en su tiempo la mayor colección de Coleoptera del mundo. En 1802, comenzó a publicar un catálogo de sus colecciones incluyendo 22 000 apelativos de especies. Dejean era un opositor del principio de prioridad en la nomenclatura binomial. "Yo lo he hecho siempre una regla general para preservar el nombre más utilizado, y no el más antiguo, porque me parece que el uso general siempre se deben seguir y que es perjudicial para cambiar lo que ya se ha establecido". Dejean actuó en consecuencia y con frecuencia introdujo nombres in litteris, por él mismo para sustituir a los ya publicados por otros autores. Y, por supuesto dejaron de ser válidos.

## Honores
- 1840: presidente Société entomologique de France
- 1834: electo miembro extranjero de la Real Academia de las Ciencias de Suecia

## Obra
- Catalogue des Coléoptères de la collection d’Auguste Dejean (1802–1837) con Charles Aubé (1802-1869) & Jean-Baptiste Alphonse Dechauffour de Boisduval (1799-1879)
- con Pierre André Latreille Histoire naturelle et iconographie des insectes coléoptères d'Europe Paris : Crevot, 1822. digitised at Gallica.
- Spécies Général des Coléoptères (1825–1838)
- Observations sur l'ordonnance de 1829 relative à la cavalerie (1838), etc.

## Abreviatura (zoología)
La abreviatura Dejean  se emplea para indicar a Pierre François Marie Auguste Dejean como autoridad en la descripción y taxonomía en zoología.